# 23547 Tognelli
23547 Tognelli este un asteroid din centura principală de asteroizi.

## Descriere
23547 Tognelli este un asteroid din centura principală de asteroizi. A fost descoperit pe 17 februarie 1994 la San Marcello Pistoiese de Luciano Tesi și Gabriele Cattani. Asteroidul prezintă o orbită caracterizată de o semiaxă mare de 2,76 ua, o excentricitate de 0,16 și o înclinație de 10,1° în raport cu ecliptica.